# アンネ・フランク財団
アンネ・フランク財団 (オランダ語: Anne Frank Stichting) は、アンネ・フランクの家を維持するために設立された。アンネ・フランクの家を管理しアンネの生涯と理念を推進することが財団の主な目的である。
財団は国内外でアンネ・フランク展を行い、情報を発信している。反ユダヤ主義と人種差別との戦いにも取り組んでいる。
他に、年に一度『人種差別と過激主義モニター』をライデン大学と共同で発行し、オランダにおける人種差別と過激派の活動を研究している。

## 歴史
1957年5月3日、財団はアンネが戦争中に隠れて日記を書いていた家が解体されるのを防ぐために設立された。アンネの父で戦争を生き延びたオットー・フランクは財団の設立に密接に関わった。
1960年、アンネ・フランクの家は博物館となった。今日ではアムステルダムで3番目に多くの来場者が訪れる博物館で年間百万人を超える。アンネ・フランク財団の理事はロナルド・レオポルドである。
1992年、アンネ・フランク財団はフーゼン章を受賞した。

## 批判
アムステルダム大学教授のアーノルド・ヒァチェはメディアで繰り返しアンネ・フランク財団を批判している。彼は特に財団が「ユダヤ少女自身に起きた出来事から歴史的事実を体系的に削除する事を促進している」 - とりわけポグロムと今日の非ユダヤ人に対して起きている差別をアンネ・フランクの名を使って同一視して用いることで「財団の活動はユダヤ人の迫害と何ら関わりが無く、営利活動の栄養源となっている」と批判している。

## 出版
- 『目でみる「アンネの日記」』文芸春秋、文春文庫ビジュアル版、1988年、ISBN 978-4168100055
- 『アンネ・フランク・ハウス : ものがたりのあるミュージアム』Sdu出版、1992年、ISBN 978-9012066150
- 『写真物語 アンネ・フランク』難波収・岩倉務訳編、平和のアトリエ、1992年、ISBN 978-4938365165